# 박종구 (1958년)
박종구(朴鍾九, 1957년 3월 15일~)는 대한민국의 관료이다. 초대 교육과학기술부 제2차관이다.

## 학력
- 1974~1977: 충암고등학교 졸업
- 1977~1981: 성균관대학교 사학 학사
- 1982~1984: 시라큐스대학교 대학원 경제학 석사
- 1984~1988: 시라큐스대학교 대학원 경제학 박사

## 경력
- 1987.09~2003.08 아주대학교 사회과학대학 경제학 교수
- 1992.03~1998.03 대한상공회의소 한국경제연구센타 연구위원
- 1993.03~1998.03 재정경제원 (현 기획재정부) 정부투자기관 경영평가위원
- 1993.09~1998.03 전국경제인연합회 자문위원
- 1995.09~1997.12 경기도 행정쇄신위 경제분과위원
- 1996.06 아주대학교 기획처장
- 1998.04~2002.09 기획재정부 정부개혁실 공공관리단장
- 2002.09~2003.04 대한민국 국무조정실 수질개선기획단 부단장
- 2003.04~2006.01 대한민국 국무조정실 경제조정관
- 2006.02~2007.01 대한민국 국무조정실 정책차장
- 2007.01~2008.02 과학기술부 과학기술혁신본부장
- 2008.03~2009.01 교육과학기술부 제50대 차관
- 2009.03 아주대학교 교육대학원 교수
- 2009.11 경기개발연구원 이사
- 2010.03~2011.01 아주대학교 총장직무대행
- 2011.08~2014.10 한국폴리텍대학 제6대 이사장
- 2015.03~초당대학교 총장
- 2020.12~제16대 죽호학원 이사장

## 서훈 내역
- 2006년:  황조근정훈장

## 가족 관계
- 아버지 박인천(朴仁天,1901~1984): 금호아시아나그룹 창업회장
- 어머니 이순정(李順貞,1909.8~2011.5.12): 한국부인회 광주전남지부 이사장
  - 형 박성용(朴晟容, 1932.2.17~2005.5.23): 제2대 금호아시아나그룹 회장 · 前 광주과학기술원 이사장
  - 누나 박경애(1934~): 삼화고속 회장 배영환의 부인
  - 형 박정구(朴定求, 1937.8.10~2003): 제3대 금호아시아나그룹 회장
  - 누나 박강자(朴康子, 1942.12.29~): 금호미술관 관장, 대한전자재료 회장 강대균의 부인
  - 형 박삼구(朴三求, 1945.3.19~): 금호아시아나그룹 회장
  - 형 박찬구(朴贊求, 1947.8.13~): 금호석유화학 회장
  - 누나 박현주(朴賢珠, 1952.3.7~): 대상홀딩스 부회장, 대상그룹 명예회장 임창욱의 부인 대상그룹 부회장 임세령의 모친
  - 부인 이계옥(1964.12.1~)
    - 장남 박건호(1989.8.1 ~)
    - 장녀 박도윤(1994.11.17 ~)